# Luperodes lineolatus
Luperodes lineolatus is een keversoort uit de familie bladkevers (Chrysomelidae). De wetenschappelijke naam van de soort werd in 1925 gepubliceerd door Laboissiere.